# Гондек, Джоти
Джоти Гондек (Prabjhote Kaur «Jyoti» Gondek) (род. 1969) — канадский политик, в настоящий момент мэр Калгари, Альберта. 18 октября 2021 года, на очередных муниципальных выборах, получив 45,13 % голосов, была избрана 37-м мэром Калгари, сменив на этом посту своего предшественника Нахида Ненши. Гондек приняла присягу одновременно с новым Городским советом 25 октября 2021 года, и стала первой женщиной-мэром в истории города.
В период с 2017 по 2021 она была членом Городского совета от 3-го городского района, в который входят микрорайоны Кантри Хиллз, Кантри Хиллз Виллидж, Ковентри Хиллз, Харвест Хиллз и Панорама Хиллс. До избрания в городской совет Гондек на гражданских началах была членом городской Комиссии по планированию.

## Биография
Родившись в Лондоне, Англия, Гондек является дочерью панджабцев Джасдев Сингх Гревал (юрист) и Сурджит Каур Гревал. В начале 1970-х вместе с родителями иммигрировала в Канаду где, изначально, поселились в провинции Манитоба.
Ей была присуждена степень кандидата наук по социологии города от Университета Калгари. Гондек также является обладателем степени бакалавра криминологии/социологии от Университета Британской Колумбии, и степени магистра социологии организаций от Университета Манитобы.
Джоти Гондек замужем за Тодом Гондеком — инженер, гитарист-любитель. Они поженились 20 июля 1996 года. У них есть единственная дочь Джастис.